# Вибори президента Чеченської Республіки Ічкерія (1997)

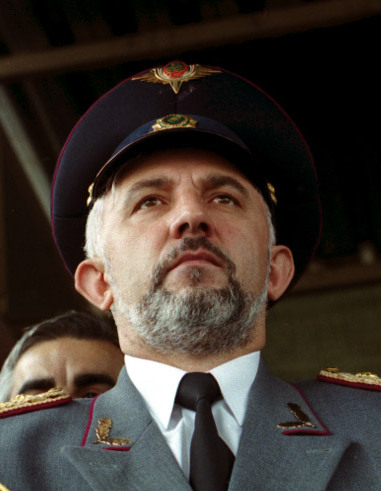
Переможець виборів Аслан Масхадов.

Вибори президента Чеченської Республіки Ічкерія 1997 року відбулися 27 січня. Перемогу здобув Аслан Масхадов . Одночасно пройшли вибори до Парламенту республіки  . 

## Підсумки виборів
До початку виборів з Чечні були виведені всі російські окупаційні підрозділи Збройних сил і МВС. 17 грудня 1996 року в Нових Атагах сталося вбивство шести співробітників міжнародного Червоного Хреста. Багато кандидатів намагалися використовувати цей факт для компрометації суперників. 
У виборах змогли взяти участь більше п'яти тисяч чеченських біженців в Інгушетії - 63% від загального числа біженців, які мають право голосу. Для участі у виборах в Чечню з Дагестану приїхали 10 тисяч чеченців-аккінців  . 
За даними Центральної виборчої комісії Чечні, кандидатами в президенти були зареєстровані 13 осіб. Було оголошено, що близько третини бюлетенів не було підраховано. Результати екзит-полів не були оприлюднені. Аслан Масхадов набрав 59,3% голосів. Друге місце посів Шаміль Басаєв - 23,5%. 
На прес-конференції, де було оголошено про перемогу Масхадова, він заявив, що буде домагатися міжнародного визнання Ічкерії усіма країнами світу, включаючи Росію. Також їм було заявлено, що він збирається будувати ісламську державу. Масхадов дорікнув свого головного суперника Шаміля Басаєва у веденні виборчої кампанії брудними методами, але заявив про свою готовність співпрацювати з будь-яким зі своїх опонентів по виборах. 
У парламент республіки балотуватися 766 кандидатів, які претендували на 63 депутатських крісла. Всього кілька депутатів змогли перемогти в першому турі. Для укомплектування депутатського корпусу потрібен був другий тур, який призначили на 16 лютого. Були визнані обраними 44 депутата. Решту депутатів обрали пізніше. 

## Реакція Москви
Президент Росії Борис Єльцин визнав перемогу Аслана Масхадова, але також заявив, що не визнає незалежності Чечні. Прес-секретар Єльцина Сергій Ястржембський сказав, що вибори дають «серйозну можливість для продуктивних переговорів між федеральним урядом і новим чеченським керівництвом». Крім того, за словами останнього, в Кремлі не виключали можливості надання повної незалежності Чечні  . 

## Позиція спостерігачів
Організація з безпеки і співробітництва в Європі направила на вибори десятки спостерігачів. Глава місії ОБСЄ в Чечні Тім Гульдіман повідомив, що 72 спостерігача ОБСЄ зареєстрували лише незначні процедурні проблеми, такі як, наприклад, агітація аж до дня голосування. За його словами, не було відзначено ніяких порушень, які могли б серйозно вплинути на загальні результати  . 

## Результати
| кандидат           | % голосів          | % голосів        |
| ------------------ | ------------------ | ---------------- |
|                    | згідно issi.org.pk | згідно Правда.Ру |
| Аслан Масхадов     | 64,8               | 59,7             |
| Шаміль Басаєв      | 22,7               | 23,7             |
| Зелімхан Яндарбієв | 12,5               | 10,2             |
| інші               |                    |                  |
| всього             | 100                | 100              |